# Puceron cendré du poirier
Dysaphis pyri
Espèce
Le puceron cendré du poirier ou puceron mauve (Dysaphis pyri) est une espèce d'insectes hémiptères, un gros puceron globuleux aptère diœcique de 2,5 à 3 mm. Il n'est nuisible qu'au poirier ; les plantes-hôtes secondaires sont des gaillets (notamment Galium mollugo, Galium aparine, Galium sylvaticum).